# زمین‌لرزه ۲۰۲۲ فوکوشیما
در ۱۶ مارس ۲۰۲۲، یک زمین‌لرزهٔ قدرتمند ساحل فوکوشیما در ژاپن را درنوردید. مرکز هواشناسی ژاپن و سازمان زمین‌شناسی آمریکا هر دو میزان این زمین‌لرزه را ۷٫۳ ریشتر برآورد کرده‌اند. حدود صد نفر زخمی شده‌اند و بلافاصله بعد از زمین‌لرزه یک سونامی ۲۰ سانتی‌متری گزارش شده‌است.

## سونامی
یک سونامی که ۲۰ سانتی‌متر اندازه‌گیری شده‌است توسط مرکز هواشناسی ژاپن در بندر ایشینوماکی در میاگی در ساعت ۰۰:۲۹ به وقت محلی ثبت شده‌است.

## تلفات
مقامات اداره آتش‌نشانی شهر تونو گزارش کرده‌اند که یک نفر به میزانی نامعلوم زخمی شده‌است. گزارش شده‌است که این شخص در حال تلاش برای بیرون رفتن سقوط کرده‌است.